# Antestor
Antestor, es una banda de unblack metal fundada en 1990 en Jessheim, Noruega. A menudo es mencionada como la banda que creó el metal extremo cristiano en el norte de Europa con su demo de 1991 The Defeat of Satan.
Antestor es la única banda cristiana que ha publicado un álbum a través de Cacophonous Records, que también ha lanzado discos de bandas como Dimmu Borgir, Sigh, o Cradle of Filth. En los años 90, Antestor, junto con Horde, eran las dos únicas bandas cristianas de unblack metal que tenían un contrato con una discográfica. La única publicación de la banda con Cacophonous, The Return of the Black Death (1998), resultó ser muy influyente dentro del movimiento del black metal cristiano, y vendió aproximadamente 10 000 copias. Durante ese tiempo, ellos clasificaban su música como "sorrow metal", debido a que el movimiento del black metal estaba públicamente relacionado con el satanismo en Noruega.
La banda ha sufrido varios cambios de formación en los últimos años, y actualmente Antestor está compuesto únicamente por el guitarrista fundador Lars Stokstad (Vemod) y el vocalista Ronny Hansen (Vrede). El vocalista original Kjetil Molnes (Martyr) y el batería Svein Sander (Armoth) dejaron la banda en el año 2000. El conocido batería de Mayhem Jan Axel Blomberg (Hellhammer) grabó las pistas de batería en su álbum The Forsaken (2005) y el EP Det Tapte Liv (2004).

## Biografía

### Crush Evil

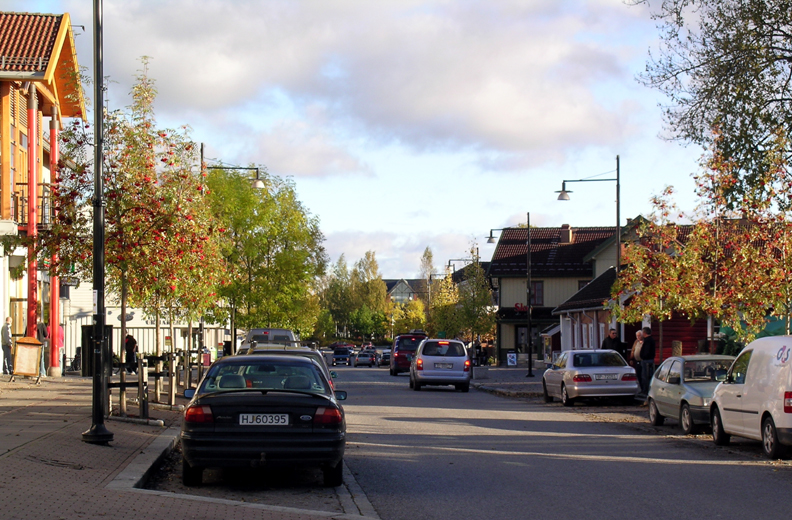
Jessheim, el pueblo en el que Antestor fue formada.

En 1990, la banda fue formada bajo el nombre "Crush Evil" por Lars Stokstad, Kjetil Molnes, Øyvind Hope y Erling Jørgensen en Jessheim, Noruega. Paul W se unió como batería poco después. En aquellos momentos, el estilo musical de la banda era una mezcla de death metal, doom metal, y thrash metal.
En 1991, grabaron y publicaron su primera demo, The Defeat of Satan, que contiene tres canciones y un outro. Al ser una banda cristiana recibieron amenazas por ese motivo. Un crítico escribió: "Mientras el movimiento del black metal noruego estaba mostrando su fea cabeza, Antestor removió las cosas para hablar de la esperanza en Jesucristo y el engaño de Satanás."
La existencia de la banda provocó un debate en la escena underground. Por ejemplo, a comienzos de los 90, Bård Faust de Emperor llevó el tema a oídos de Euronymous, guitarrista de la banda pionera del black metal noruego, Mayhem. Faust preguntó: "¿No te parece terrible que tengamos una banda cristiana de "death metal" aquí (Crush Evil)? ¿Tienes alguna idea de cómo deberíamos matarlos?" Euronymous respondió: "Tener una banda cristiana es demasiado. Pero no te preocupes, tenemos planes. No continuarán por mucho tiempo." Sin embargo, estas amenazas no afectaron a la banda. Antestor nunca fue obligada a separarse, y casi como una ironía de la vida, Jan Axel Blomberg (conocido como Hellhammer, batería de Mayhem) fue batería de sesión de Antestor en dos publicaciones.

### Cambio de nombre
En 1993, Vegard Undal se unió a la banda como bajista y Svein Sander como batería. Durante este tiempo, cambiaron su nombre Crush Evil a Antestor, (que significa en latín "dar testimonio"). Despair fue su primera demo autopublicada, y fue publicada bajo el nombre Antestor. La demo comienza con una intro y finaliza con un cover de un viejo himno noruego, llamado Jesus, Jesus, Ver Du Hjå Meg. Strawberry Records publicó 600 copias de esta grabación.
En 1994, Antestor grabó su primer álbum de estudio Martyrium. Arctic Serenades Records iba a ser quien publicara el álbum, pero por causas desconocidas esto nunca ocurrió, y la banda tuvo que buscar otra discográfica para publicar el disco. En una entrevista, el batería Armoth dijo: "...estábamos en contacto con una discográfica llamada Morphine Records. Pero nunca firmamos un contrato con ellos, y vendieron algunas copias ilegales." Sin embargo, estas copias se distribuyeron dentro de nuestro círculo con gran velocidad. Martyrium fue el último álbum con elementos del death y doom.
El 3 de junio de 1994, Antestor apareció en un programa de una televisión local llamado "BootlegTV". Por lo general las bandas locales de Oslo tocaron en ese programa que se transmitió por el canal de televisión TVNorge. Durante la actuación en este programa, Antestor tocó cinco canciones de Martyrium. El 6 de junio de 1995, Antestor apareció en un artículo en el periódico noruego Morgenbladet' sobre el fenómeno del black metal cristiano. En el artículo, el vocalista Kjetil Molnes explica su postura sobre si una banda cristiana puede tocar black metal: "Nosotros nos identificamos con el black metal como estilo musical, no como una ideología o creencia."

### Trabajo con Cacophonous Records

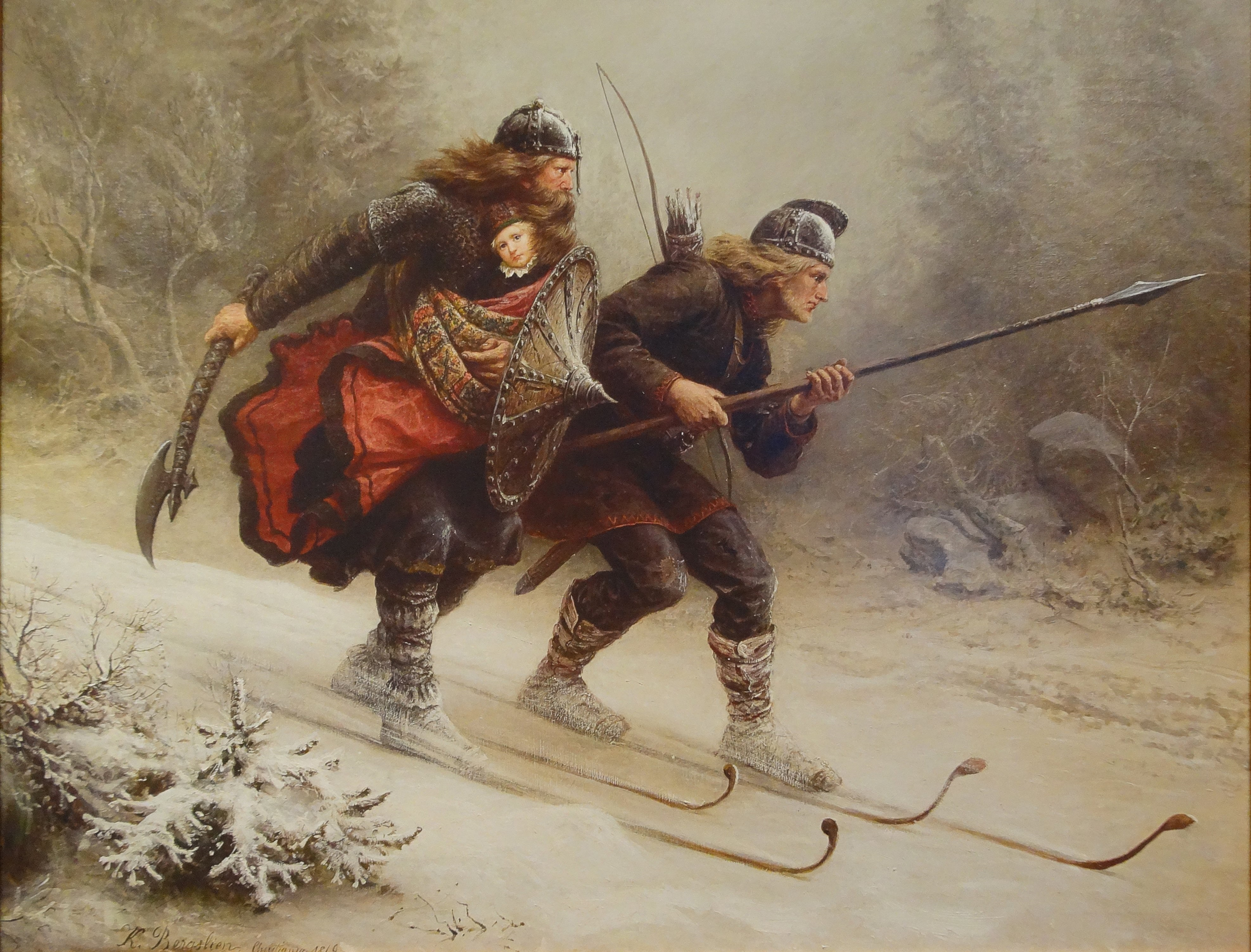
La obra Birkebeiner de Knud Bergslien (1869) se utilizó como portada en el álbum Kongsblod posteriormente reeditado The Return of the Black Death (1998).

En 1997, Antestor grabó un Cd promocional llamado Kongsblod. El disco llamó la atención de Cacophonous Records, una de las discográficas con mayor experiencia en el black metal y en la cual bandas como Cradle of Filth o Dimmu Borgir comenzaron su carrera. Cacophonous firmó un contrato para publicar dos álbumes de Antestor. En 1998, Cacophonous publicó Kongsblod bajo un nombre diferente, The Return of the Black Death, y cambió la portada original por una creada por Joe Petagno, un conocido dibujante de portadas de discos de heavy metal.
El hecho de que Cacophonous publicara material de una banda cristiana generó cierto interés en la escena underground. En una entrevista para Art for the Ears Webzine, publicada el 12 de diciembre de 1998, Armoth dijo: "Envíamos un CD y una pequeña biografía. Ellos querían contratarnos simplemente por nuestra música. Y eso era lo que nosotros queríamos que hiciesen." 2 años después, en una entrevista en el año 2000 para The Christian Underground Zine, el periodista preguntó a Antestor: "Sin embargo, tuvisteis un contrato con Cacophonous Records (ex-Cradle of Filth, Bal-Sagoth). ¿Qué experiencia habías sacado de ello?" La banda respondió: "Bastante mala, la verdad. No puedo decir que hicieran nada más que lanzar el álbum." Periodista: ¿La discográfica os pidió que cambiaráis vuestra imagen?" Antestor: "Nada de eso, sólo decían que no nos era recomendable ir anunciando por todas partes que éramos una banda cristiana, y censuraron las palabras "Señor" y "Jesús" de nuestras letras."
El contrato de Antestor con Cacophonous Records tenía validez por unos años, pero según la banda, la compañía nunca se preocupó de publicar su segundo álbum de larga duración. Cacophonous nunca pagó a Antestor sus derechos de autor, ni mantuvieron el contacto con la banda tras el lanzamiento del álbum. Existe el rumor de que la discográfica expulsó a Antestor después de descubrir sus creencias cristianas. Sin embargo, la banda dijo lo contrario en varias entrevistas. Contrariamente a la creencia popular, The Return of the Black Death forma todavía parte del catálogo Cacophonous Records y la discográfica ha seguido publicando copias del álbum.
The Return of the Black Death fue bien recibido por cristianos y no cristianos fanes de black metal y críticos. Por ejemplo, las revistas británicas Kerrang! y Terrorizer calificaron el álbum con un 4 sobre 5. Musicalmente, The Return of the Black Death es una mezcla de black metal y doom metal. El álbum crea una atmósfera hipnótica y fría, y que presenta influencias de la música folklórica noruega, lo que llevó a algunos a calificar a Antestor como viking metal. A diferencia de antes, en todo este tiempo, el propio grupo dijo que estaba seguro de que una banda cristiana podía tocar black metal, a pesar de que el movimiento seguía fuertemente asociado al satanismo. El batería Svein Sander dijo en una entrevista en 1998:

No podríamos calificar nuestra música como black metal... Nosotros la llamamos Atmospheric Sorrow Metal. Porque es más neutral. Así la gente no podría decir, "oh, si vosotros tocáis black metal, es que sois satanistas". Realmente existe un sonido doloroso y triste en nuestra música.

### Trabajos con Endtime Productions

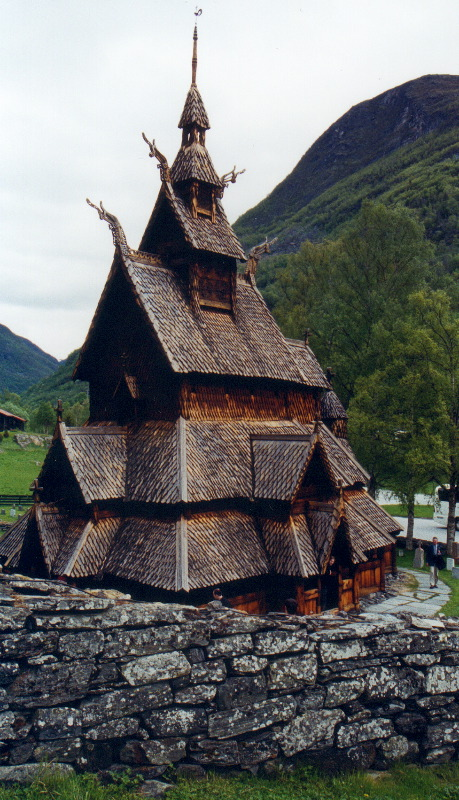
La imagen de la iglesia Borgund se muestra en la portada del EP Det Tapte Liv (2004).

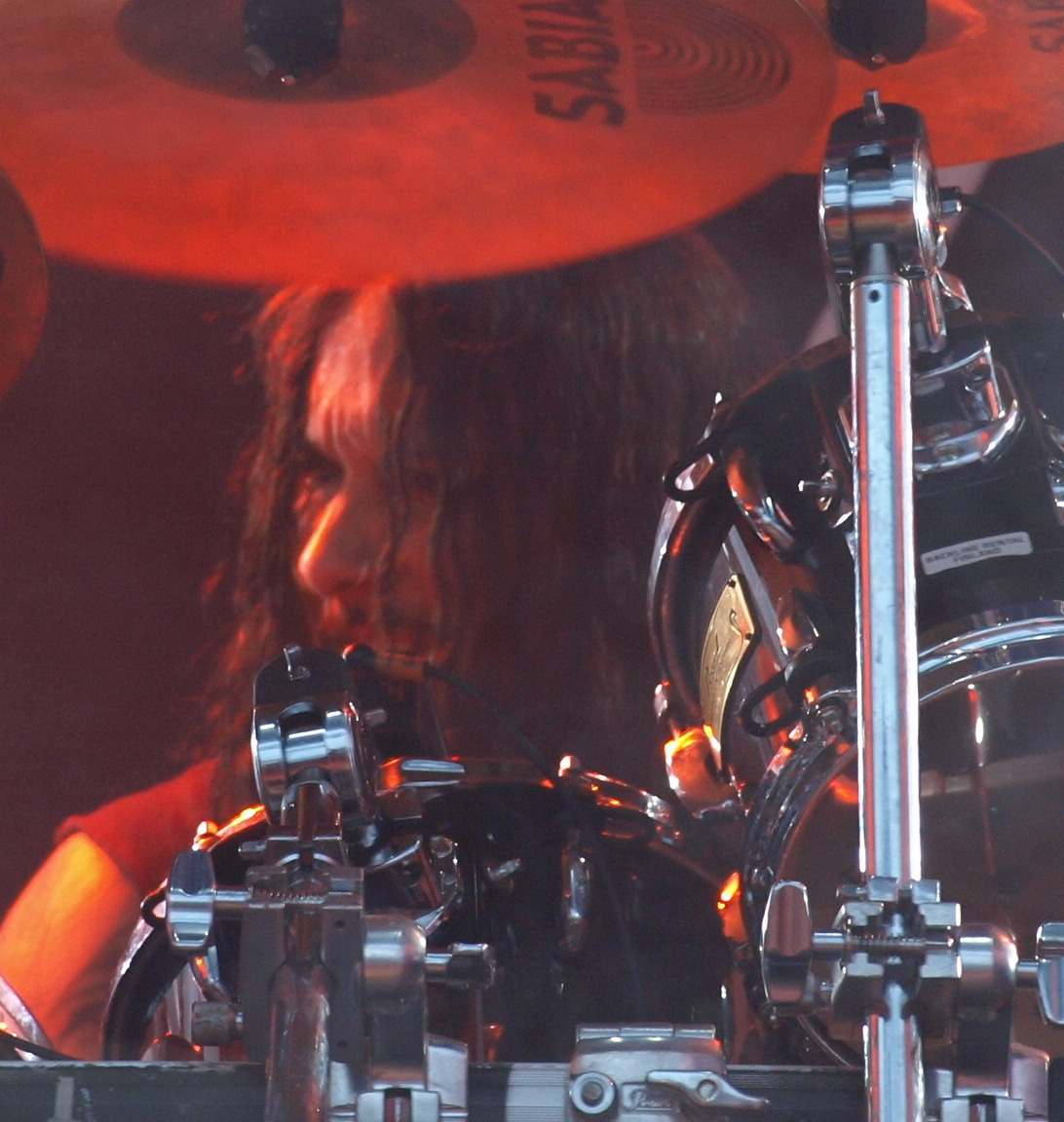
Jan Axel Blomberg colaboró en Det Tapte Liv, y The Forsaken.

En el año 2000, Antestor firmó con Endtime Productions, una discográfica de metal que había ayudado a iniciar la carrera de la banda noruega Extol. El vocalista original Kjetil Molnes (Martyr) dejó Antestor. Sin embargo, la ruptura de la otra banda noruega de metal cristiano, Vaakevandring, llevó a varios de sus miembros a unirse a Antestor. Es decir, Ronny Hansen, adoptó el apodo de Vrede, siendo el nuevo vocalista de Antestor, y Morten Sigmund Mageroy (conocido como Sygmoon) se convirtió en el nuevo vocalista. Ann-Mari Edvardsen, que había cantado en la banda de metal gótico The 3rd and the Mortal, se unió como vocalista femenina. Por primera vez en su carrera, Antestor comenzó a usar el famoso maquillaje corpse paint como parte de su imagen y de sus conciertos.
Ese mismo año, Endtime Productions publicó Martyrium con una portada del artista sueco Kristian Wåhlin. Antestor giró en los Estados Unidos con Extol, tocando en pequeños locales y finalmente en el festival Cornerstone. Durante los años siguientes, la banda permaneció en tranquilidad; y no publicaron un álbum hasta 2003, cuando relanzaron sus dos primeras demos en un solo CD, titulado The Defeat of Satan. El batería, Svein Sander (Armoth), dejó la banda durante un tiempo, y Antestor no pudo encontrar un batería a tiempo completo durante años.
En 2004, Antestor cambió su estilo a un black metal más moderno, y publicó su primer álbum con nuevo material desde The Return of the Black Death, un EP llamado Det Tapte Liv ("La vida perdida"). Det Tapte Liv se concentra menos en el black metal anterior, centrándose más en canciones instrumentales. Sin embargo, dejó entrever lo que la banda estaba preparando para su álbum de 2005, The Forsaken. Las portadas de ambos fueron realizadas de nuevo por Kristian Wåhlin, y la del EP muestra la iglesia de madera de Borgund. Hellhammer tocó la batería en ambas publicaciones. Su colaboración con Antestor causó cierta controversia entre los fanes y la prensa del black metal. En una entrevista para la web rusa Metal Library, el 7 de enero de 2007, Blomberg dijo "Para ser honesto, [tocar con Antestor] fue una gran "¡joder!" para ellos [sus compañeros de Mayhem y su discográfica]. Vuelvo a repetir que yo hago lo que quiero, y no tocó solamente en grupos de black metal." La banda también le ofreció a Hellhammer tocar con ellos en vivo, pero Blomberg lo rechazó. Ronny Hansen comentó sobre la colaboración de Blomberg:

En primer lugar, Jan Axel "Hellhammer" es un completo profesional. Él sabía desde el principio lo que Antestor representaba. Y quizás si tuviéramos la oportunidad, estaríamos dispuestos a pedirle su ayuda. Su forma de tocar la batería es excepcional. Creo que el el mejor batería de la escena y somos muy afortunados por haber podido contar con su ayuda.

### Años recientes
El nuevo batería Tony Kirkemo se unió a Antestor a finales de 2005 como batería en vivo. La banda tocó con poca frecuencia, y exclusivamente en festivales de música cristiana.
Algunos de sus miembros continúan tocando en la banda de black metal Vaakevandring, que realizó un concierto de reunión junto a Antestor en el Endtime Festival a finales de marzo de 2007 en Halmstad. Antestor tocó en el concierto con numerosos músicos de sesión, y la banda anunció que esta sería su última actuación en vivo. En el MySpace de la banda, Lars Stokstad explicó que las razones de tomar tal decisión fueron que durante los 2 últimos años y medio los únicos miembros constantes en la banda eran Vrede y Vemod, y que constantemente tenían problemas para encontrar músicos dispuestos a comprometerse con Antestor. Después de tres años de descanso, el 29 de enero de 2010, la banda anunció oficialmente en su Facebook que estaban buscando nuevos miembros para volver a establecer Antestor. Los elegidos para completar la formación de la banda fueron Robert Bordevik (guitarra), Nickolas Main Henriksen (teclado), Jo Henning Bøerven (batería) y Thor Georg Buer (bajo).
Finalmente en diciembre de 2012, lanzan " Omen", Un trabajo Intenso y bien Elaborado, bajo la Producción de Bombworks Records, Siendo " Unchained" el escogido para la realización de su primer video; Posteriormente en su página Web Anuncian una gira en Brasil, para principios de 2013.

## Estilo

### Música
Mientras que en sus primeras publicaciones el estilo de la banda era principalmente death/doom metal con canciones lentas y voces guturales de tipo death growl, la banda comenzó a tocar black metal en el álbum de 1998 The Return of the Black Death. En este álbum mostraron voces más agudas, riffs de guitarra con trémolo y una batería más rápida, típica del género del black metal. El teclado tiene también un papel destacado, y predominan los paisajes sonoros. Por ejemplo, durante los tres primeros minutos de la cancción "Sorg," solo se escucha la melodía del teclado.
Con el tercer álbum The Forsaken la banda se desvió a un estilo más técnico, como es evidente en el estilo de The Return of the Black Death. El desarrollo musical en The Forsaken incluye solos de guitarra. Este añadido recibió algunas críticas y por ejemplo Roel de Haan de la web neerlandesa Lords of Metal escribió que "los elaborados solos simplemente no son hermosos y están fuera de contexto." En ese álbum, también la calidad de producción comparada con The Return of the Black Death es mejor. Con la llegada de los dos exmiembros de Vaakevandring, el estilo se hizo más melódico y atmosférico.

### Letras
Los temas líricos de Antestor incluyen la esperanza y la desesperación, pero también tratan sobre la fe cristiana de los miembros de la banda. Por lo que muchos fanes del metal se oponen a clasificar a Antestor en la categoría de black metal, ya que sus letras se oponen a la ideología original del género. Las letras están en su mayoría en inglés. Los textos en noruego son escasos en las canciones del grupo, pero en el álbum The Return of the Black Death el idioma noruego domina las letras. En este álbum, solo una parte de las letras aparecen en el folleto; y las palabras que hacen referencia a Jesucristo y Dios fueron omitidas.

### Imagen
Antestor es una de las pocas bandas de metal cristiano que utiliza corpse paint en sus actuaciones en vivo y en sus fotos promocionales. Un ejemplo son las fotos del libreto del álbum The Return of the Black Death, en el cual Antestor llevan trajes vikingos y caras pintadas en una montaña nevada de Noruega. Algunas veces el grupo utilizó pintura de sangre, como el bajista Ravn Furfjord's (Frosthardr) en el concierto en el Bobfest de 2004. La banda explicó que el corpse paint "es para nosotros como un enmascaramiento similar al de los mimos; una forma de expresar ciertos sentimientos. El objetivo principal es concentrarse en Dios y no torcer el cuchillo en la herida en cuestiones secundarias como estas."

## Recepción
El número aproximado de discos de Antestor vendidos siguen siendo desconocidos. En general, la banda siempre ha sido un "grupo de culto" para un público reducido en lugar de para grandes audiencias. Además, sólo unos pocos otros grupos cristianos han ganado la aclamación de la comunidad laica, como por ejemplo Crimson Moonlight, Horde, y Kekal." La mayoría de las copias de The Return of the Black Death, publicado por Cacophonous Records, es distribuido por distribuidores mayoristas. Según Scott Waters de No Life 'til Metal, la primera edición del álbum se agotó casi tan pronto como fue publicada.
Han sido publicadas muy pocas críticas de los álbumes de la banda, pero la mayoría son positivas, a menudo buenas o excelentes. Michael Bryzak escribió que "Martyrium es un disco clásico de culto." En una crítica sobre el álbum en 2006, Joel Hemmerling de la web de metal cristiano The Whipping Post le dio un 95 sobre 100, y Matt Morrow de la misma web le dio The Return of the Black Death un 10 sobre 10, al igual que a The Forsaken. Lords of Metal dio a The Forsaken una nota de 75/100, y a Nocturnal Horde le dio 8/10, calificándolo como "un álbum muy poderoso," y "una amalgama de innovación, energía e ira."

## Miembros
Formación actual
- Ronny Hansen - voz (alias Vrede)
- Lars Stokstad - guitarra (alias Vemod)
- Erik Normann Aanonsen - bajo
- Jo Henning Børven - batería
- Robert Bordevik - guitarra

Miembros anteriores
- Thor Georg Buer - bajo
- Nickolas Main Henriksen - sintetizador
- Jan Axel Blomberg (alias Hellhammer) - batería de sesión en Det Tapte Liv y The Forsaken
- Morten Sigmund Mageroy (alias Sygmoon) - teclista
- Vegard Undal (alias Gard) - bajo
- Tony Kirkemo - batería
- Kjetil Molnes (alias Martyr) - voz
- Svein Sander (alias Armoth) - batería
- Erling Jorgensen (alias Pilgrim) - guitarra
- Stig Rolfsen (alias Erkebisp) - guitarra
- Tom W. Holm Paulsen - batería
- Tora - vocalista de sesión en Martyrium
- Ann-Mari Edvardsen - vocalista de sesión en The Forsaken
- Ravn Furfjord (alias Jokull) - bajo en vivo

## Discografía
Álbumes de estudio
- 1994: Martyrium
- 1998: The Return of the Black Death
- 2005: The Forsaken
- 2012: Omen

EP
- 2004: Det Tapte Liv

Demo
- 1991: The Defeat of Satan
- 1993: Despair
- 1998: Kongsblod (promo)

Álbum recopilatorio
- 2003: The Defeat of Satan